# هورتنس باودرميكر

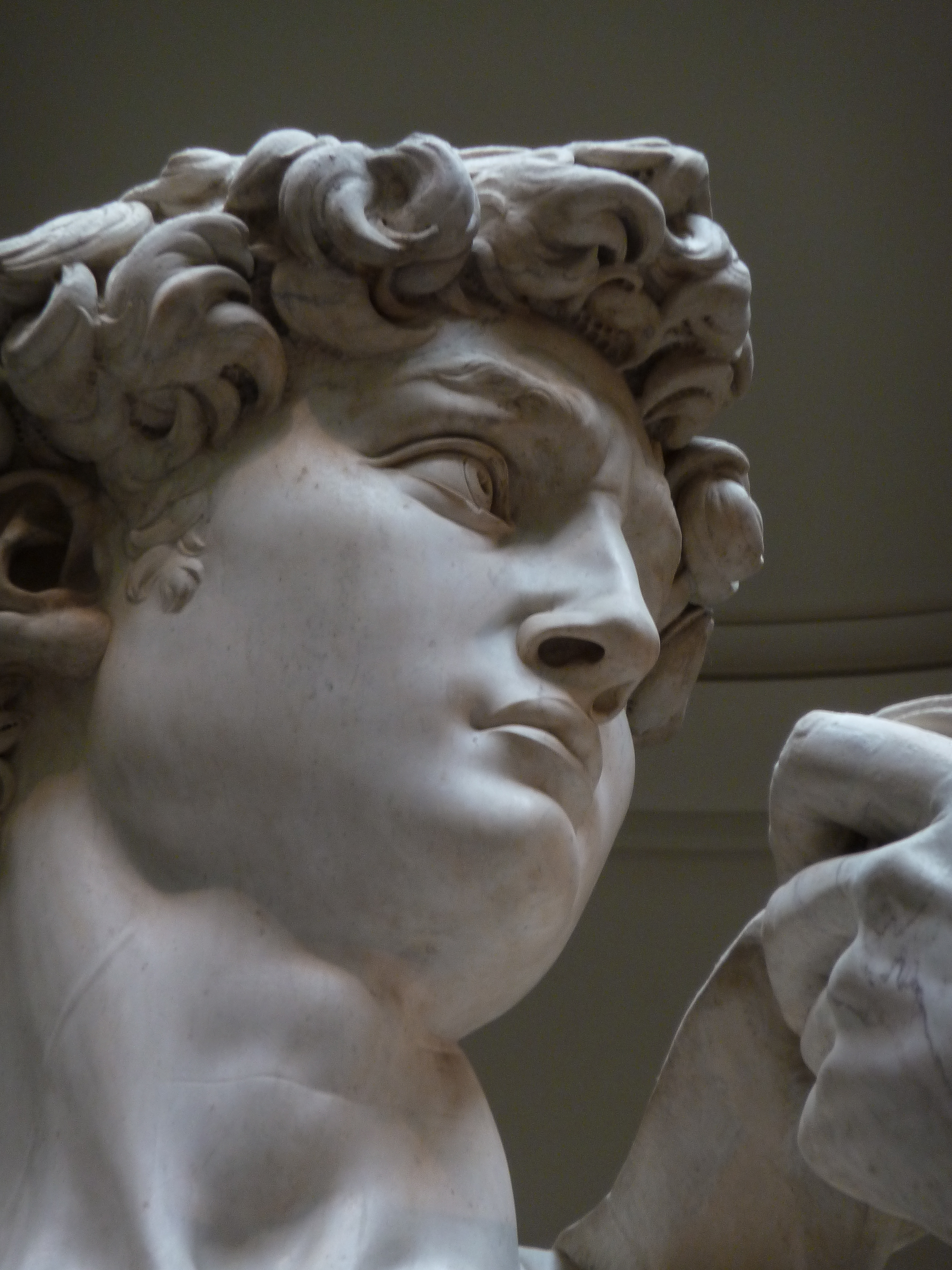
هورتنس باودرميكر عالمة انثروبولوجيا

كانت هورتنس باودرميكر (24 ديسمبر 1900- 16 يونيو 1970) عالمة أنثروبولوجيا أمريكية اشتُهرت بدراساتها الإثنوجرافية عن الأمريكيين الأفارقة في ريف أمريكا وعن هوليوود.

## بدايات حياتها وتعليمها
ولدت باودرميكر لعائلة يهودية، وأمضت طفولتها في ريدينغ، بنسيلفانيا، وفي بالتيمور، ماريلند. درست التاريخ والعلوم الإنسانية في غوتشر كوليج، وتخرجت عام 1921. عملت بصفتها ممثلًا نقابيًا لنقابة عمال الملابس المتحدين لكنها أصبحت غير راضية عن الفرص المتاحة أمام الحركة العمالية الأمريكية وسط قمع غارات بالمر. فغادرت الولايات المتحدة للدراسة في كلية لندن للاقتصاد حيث التقت بعالم الأنثروبولوجيا البارز برونسيلاف ميلانوفسكي، الذي أقنعها بالشروع في دراسات الدكتوراه. بينما كانت في كلية لندن للاقتصاد، عملت باودرميكر أيضًا تحت إشراف علماء أنثروبولوجيا بارزين آخرين مثل رادكليف براون، وإيفانز بريتشارد، ورايموند فيرث وتأثرت بهم.
أتمت باودرماكر رسالتها للدكتوراه عن «القيادة في المجتمع البدائي» عام 1928. مثل معاصريها، سعت باودرميكر إلى أن يكون عملها الأنثروبولوجي في التعرف على الشعوب البدائية فقامت بعمل ميداني بين سكان قرية ليشو في جزيرة أيرلندا الجديدة الكائنة حاليًا في بابوا غينيا الجديدة (الحياة في ليشو: دراسة للمجتمع الميلانيزي في أيرلندا الجديدة. نشرته ويليام & نورجات، لندن 1933).

## عملها الأكاديمي
بعد عودتها إلى الولايات المتحدة، مُنِحت باودرميكر منصبًا في معهد ييل للعلاقات الإنسانية الجديد في ذلك الوقت والمدعوم من مؤسسة روكفيلر. شجعها مدير المعهد إدوارد سابير على تطبيق الأساليب الميدانية الإثنوجرافية على الجماعات في مجتمعها. بقيت في ييل بين عامي 1930 و1937، قامت خلال ذلك بعمل ميداني أنثروبولوجي في مجتمع للأمريكيين الأفارقة في إنديانولا، ميسيسبي، بين عامي 1930-1934. (ما بعد الحرية: دراسة ثقافية في أقصى الجنوب). نشرتها دار فايكنج، في نيويورك 1939)
بدأت العمل في كلية كوينز (جامعة مدينة نيويورك) عام 1938، حيث أسست قسميّ علم الأنثروبولوجيا وعلم الاجتماع خلال مسيرة مهنية استغرقت ثلاثة عقود. أنتجت بحوثها اللاحقة هوليوود، مصنع الأحلام (1950)، وهي الدراسة الأنثروبولوجية الأولى ولا تزال الوحيدة ذات القيمة عن صناعة السينما. عملت بعد ذلك على توثيق صناعة التعدين واستهلاك الإعلام الأمريكي في رودسيا الشمالية (مدينة النحاس: تغيير إفريقيا 1962)
كان كتابها الأخير، مذكرات الغريبة والصديقة: رحلة عالمة أنثروبولوجيا (1966)، سردًا لروايتها الشخصية عن مسيرتها الأنثروبولوجية، من بدايتها كقائدة في الحركة العمالية وحتى عملها الميداني الأخير في مجتمع إفريقي لعمال مناجم النحاس.

## الفترة الأخيرة من حياتها وتراثها
تقاعدت هورتنس باودرميكر عام 1968 من كلية كوينز، حيث كانت قد أسست قسميّ علم الأنثروبولوجيا وعلم الاجتماع، وانتقلت إلى بيركيلي، حيث ظلت تشارك في العمل الميداني الإثنوجرافي حتى وفاتها بعد عامين بنوبة قلبية.
سُميَّ المبنى الذي يضم قسميّ علم الأنثروبولوجيا وعلم الاجتماع (إلى جانب تخصصات العلوم الاجتماعية الأخرى) في حرم كلية كوينز باسمها تخليدًا لذكراها.

## روابط خارجية
- هورتنس باودرميكر على موقع الموسوعة البريطانية (الإنجليزية)